# Сапонин
Сапонини (сапонински гликозиди) су посебна група гликозида које у свом саставу поред шећера имају и тритерпенска или стероидна једињења, а њихови раствори када се мешају или муте стварају пену. По тој особини су у 19. веку добили име. Од њих се праве пенушави раствори за гашење пожара, препарати за прање осетљивих тканина попут свиле и вуне као и шампони, лосиони и други слични козметички производи. У биљци се налазе у ћелијском соку највише подземних органа, плодовима и семенима, мада има биљака код којих се налазе у читавом организму.
Према нешећерној компоненти, названој сапогенол, деле се у две групе:
- стероидни сапонини, који нису отровни за људе и значајни су као прекурсори за синтезу стероидних хормона;
- тритерпенски сапонини који су токсични, имају способност хемолизе.